# Enantema
L’enantema és una erupció (petites lesions) a les mucoses. És característic dels pacients amb verola, xarampió, varicel·la i rosèola infantil.
També pot indicar hipersensibilitat.
L'enantema es pot presentar amb exantema viral.